# Кадиево
 Тази статия е за селото в България .  За селото в Турция вижте Кадиево (вилает Лозенград).  
Кадиево е село в Южна България. То се намира в община Родопи, област Пловдив.

## География
Кадиево се намира в близост до втората по големина река, извираща от Родопите – р. Въча. Реката е известна с чистите си и бистри води, тъй като не преминава в близост до промишлени центрове. Селото се намира само на 6 км от гр. Пловдив и има директна автобусна връзка с него на всеки 15 минути в делничните дни. През средата на селото минава и железопътната линия Пловдив – София.

## Население
Численост на населението според преброяванията през годините:
| \| Година на преброяване \| Численост \| \| --------------------- \| --------- \| \| 1934 \| 646 \| \| 1946 \| 872 \| \| 1956 \| 905 \| \| 1965 \| 1172 \| \| 1975 \| 1266 \| \| 1985 \| 1246 \| \| 1992 \| 1242 \| \| 2001 \| 1201 \| \| 2011 \| 1107 \| \| 2021 \| 998 \| |           |
| Година на преброяване | Численост |
| 1934 | 646       |
| 1946 | 872       |
| 1956 | 905       |
| 1965 | 1172      |
| 1975 | 1266      |
| 1985 | 1246      |
| 1992 | 1242      |
| 2001 | 1201      |
| 2011 | 1107      |
| 2021 | 998       |

### Етнически състав
Преброяване на населението през 2011 г.
Численост и дял на етническите групи според преброяването на населението през 2011 г.:
|                     | Численост | Дял (в %) |
| Общо                | 1107      | 100.00    |
| Българи             | 274       | 24.75     |
| Турци               |           |           |
| Цигани              | 0         | 0.00      |
| Други               |           |           |
| Не се самоопределят |           |           |
| Неотговорили        | 828       | 74.79     |

## Културни и природни забележителности
Природата на Кадиево остава неопетнена от човека. Селото е сред малкото, които остават незастроени с безброй сгради. Това спомага за запазването на вида и чистотата на природата му. Една от културните забележителности в Кадиево е Основното училище „Св. св. Кирил и Методий“, което е на приблизително 170 години, реставрирано наскоро. Друга известна забележителност е паметникът на Светлозар Попов, загинал през Втората световна война. Селото има просторен, красив парк с детска площадка, поддържан от кадиевското кметство, където майки с деца прекарват слънчевите следобеди. В селото има и магазин от веригата КООП, аптека, както и голям стадион, където отборът на селото мери футболните си умения с отборите от съседните села. В центъра на Кадиево е най-голямата му забележителност — църквата „Възнесение Господне“, както и красива чешма, построена през 2004 година, върху която е гравирано „Кадиевска чешма“.

## Ежегодни събития
Селото е известно с ежегодния си събор на Спасовден. Организацията на събора протича по следния начин: в празничната сутрин хора от съседни села идват със сергиите си и се струпват на центъра на Кадиево; църквата прави известния си курбан, който хората взимат за здраве, провежда се и празнична служба; следобед хората се приготвят за празничната вечер и след 18:00 часа всички се събират на центъра на селото и празнуват с хорá и задружни забавления. Оркестър на живо свири народна музика цяла вечер. Така хората почитат празника.

## Галерия
- Училището и кметството на Кадиево
- Църквата "Св. Възнесение Господне
- Кадиевската чешма
- Паркът в Кадиево